# 눈뜨고코베인
눈뜨고코베인(약칭: 눈코)은 리더 깜악귀(보컬, 기타)를 중심으로 연리목(건반), 슬프니(베이스), 최영두(기타), 고태희(드럼)로 구성된 대한민국의 5인조 록 밴드이다. 2002년 6월 27일 결성하였다.

## 역사
서울대 메아리 출신 98학번 멤버들이 주축이 된 장난양(슬프니 이자람 목말라 파랑 등)을 모체로 2002년 결성됐다. 당시 눈코 멤버들은 깜악귀(보컬 기타) 연리목(키보드) 슬프니(베이스기타) 목말라(기타) 장기하(드럼) 등이었고, 이때 만든 노래가 〈그 자식 사랑했네〉, 〈외로운게 외로운거지〉였다.
이듬해 첫 EP 《파는 물건》을 발매, 수록곡은 앞의 2곡을 비롯해 〈영국으로 가는 샘이〉, 〈그대는 냉장고〉, 〈누나야〉 등이다. 당시로서는 드물게도 산울림이나 송골매 등 70년대 한국 록의 영향을 받은 음악을 선보이면서 주목을 받았다. 특히 당대의 산울림이 그랬던 것처럼 펑크, 모던록, 사이키델릭, 레게 등 다양한 장르를 섭렵한 음악 위에 말하는 듯 자연스러운 한국어 가사를 얹어 낸 노래들로 독자적인 스타일을 구축했다.그 결과물이 데뷔 3년 만인 2005년 발매한 정규 1집 《Pop to the people》. 이 앨범은 한국대중음악상 최우수 모던록 음반과 노래 2개 부문에 후보로 올랐다.
이후 2008년 발매한 2집 《Tales》와 2011년 발매한 3집 《Murder’s High》에서는 밴드 스스로 “조울증에 걸렸지만 태연한 척 하는 하드록 혹은 펑크 음악”이라 지칭하는 특유의 스타일을 본격적으로 드러내기 시작했다. 특히 이 두 앨범에서 작곡자이자 작사가인 깜악귀는 짝사랑하는 연인의 감정을 남편을 살해한 아내의 얘기 및 지구를 멸망시키려는 과학자의 과대망상 같은 환상적인 얘기와 아무렇지도 않게 뒤섞여내며 괴이하면서도 유머러스한 우화들을 만들어냈다. 이와 같은 독자적인 음악 세계를 바탕으로 열광적인 팬덤을 갖게 된 눈코는 이 두 앨범을 연이어 한국대중음악상 후보에 올려놓으며 음악적 완성도 측면에서도 인정을 받았다.
그리고 2014년 10월 30일, 눈코는 네 번째 정규 앨범 《Skyland》를 발매하게 되었다. 10년이 넘어가는 경력을 반영하는 듯, 예전보다 듣는 이들의 공감을 자아내는 깊숙해지고 차분해진 모습이 두드러진다. 하지만 예전과 같은 재기발랄함은 몇몇 곡을 통해 오히려 강화된 듯한 모습도 보인다. 이후 김현호가 탈퇴하고 현 멤버 고태희(드럼)가 가세했다. 따라서 그해 내놓은 두 장의 싱글 《새벽의 분리수거》와 《변신로봇대백과》는 깜악귀, 연리목, 슬프니, 최영두, 고태희의 합작품이다.

## 구성원
- 깜악귀 - 보컬
- 연리목 - 건반
- 슬프니 - 베이스 기타
- 최영두 - 기타
- 김현호 - 드럼

이전 구성원
- 장기하 - 드럼 (2009년 4월 19일 탈퇴 선언[2]), 파랑, 목말라

## 음반

### 정규 음반
- 2005년 《Pop to the People》
- 2008년 《Tales》
- 2011년 《Murder's High》
- 2014년 《Skyland》

### 싱글
- 2003년 `파는 물건`
- 2014년 캐모플라주
- 2015년 새벽의 분리수거
- 2015년 변신로봇 대백과
- 2015년 종말의 연인
- 2016년 사랑의 응급환자 삐뽀삐뽀